# Wǎguàn
 (février 2015).
Si vous disposez d'ouvrages ou d'articles de référence ou si vous connaissez des sites web de qualité traitant du thème abordé ici, merci de compléter l'article en donnant les références utiles à sa vérifiabilité et en les liant à la section « Notes et références ».

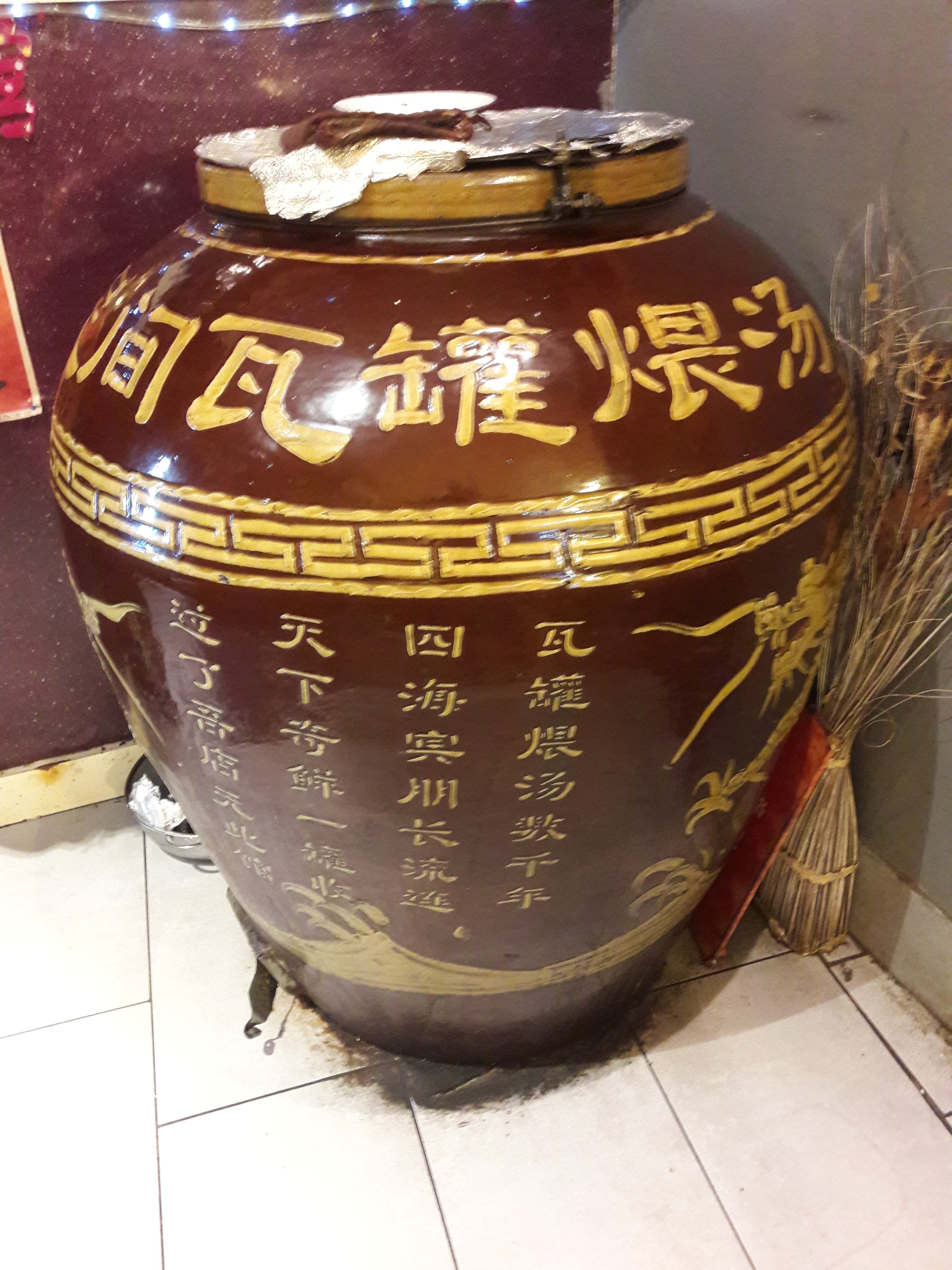
Wǎguàn dans un restaurant de spécialités de Nanchang à Paris 11e.

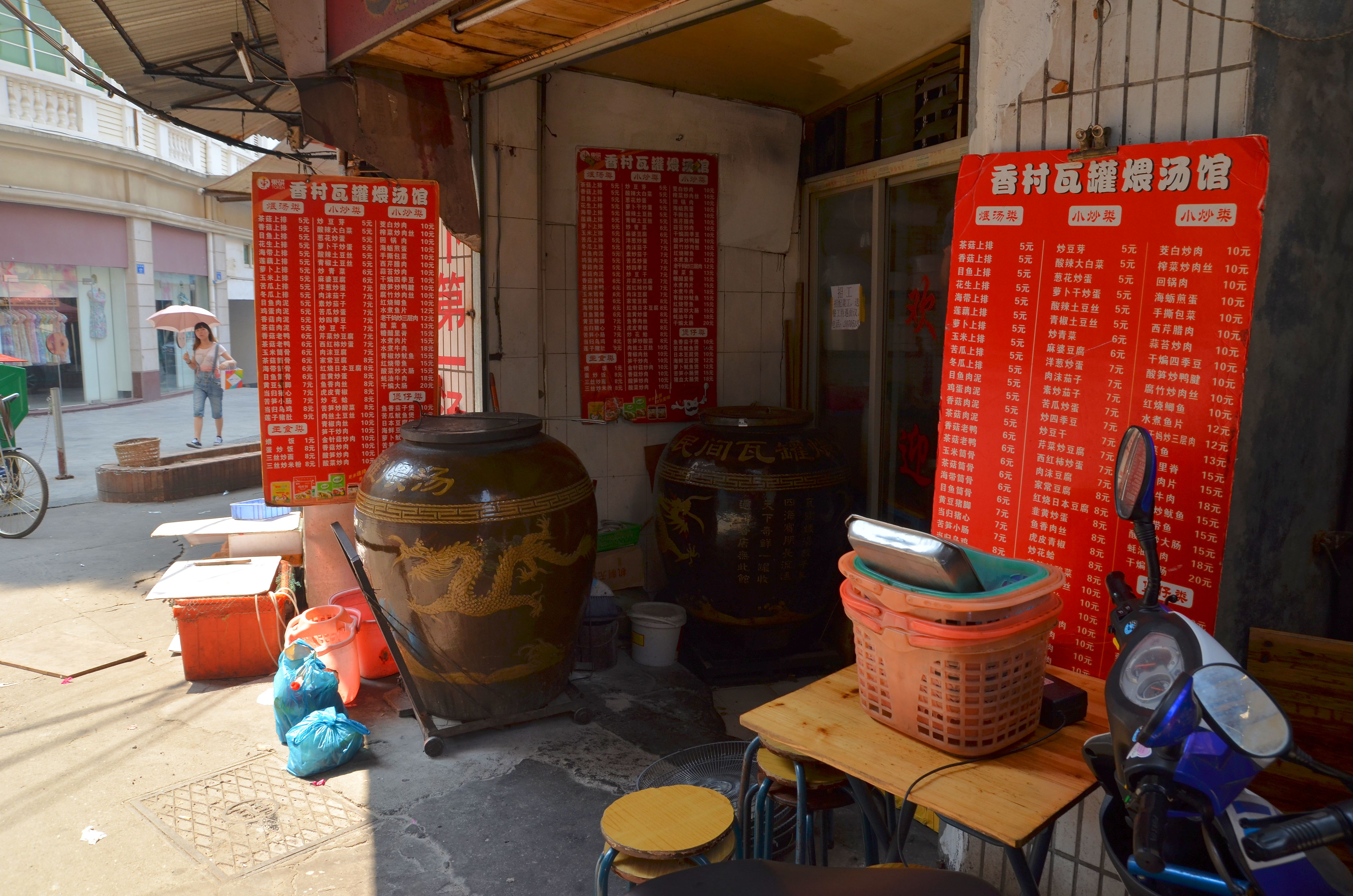
Deux wǎguàn dans un restaurant spécialisé de Xiamen.

Le wǎguàn (chinois simplifié : 瓦罐 ; pinyin : wǎguàn) est une jarre en céramique de grande taille, utilisée dans le sud de la Chine, qui sert à faire mijoter la soupe. Ces jarres sont utilisées pour accommoder ce type de plat depuis au moins mille ans.
On appelle la soupe qui y est cuite « soupe de jarre » (瓦罐汤, wǎguàn tāng, 瓦罐煨汤, wǎguàn wēitāng ou 砂钵汤, shābō tāng), une spécialité de Nanchang, dans la province du Jiangxi.
On peut notamment y faire le wǎguàn wēitāng (瓦缸煨汤), très à la mode dans le sud-est de la Chine, notamment à Xiamen, province du Fujian, ou à Nanning dans la région autonome du Guangxi.
Ces quelques soupes sont préparées habituellement dans un wǎguàn :

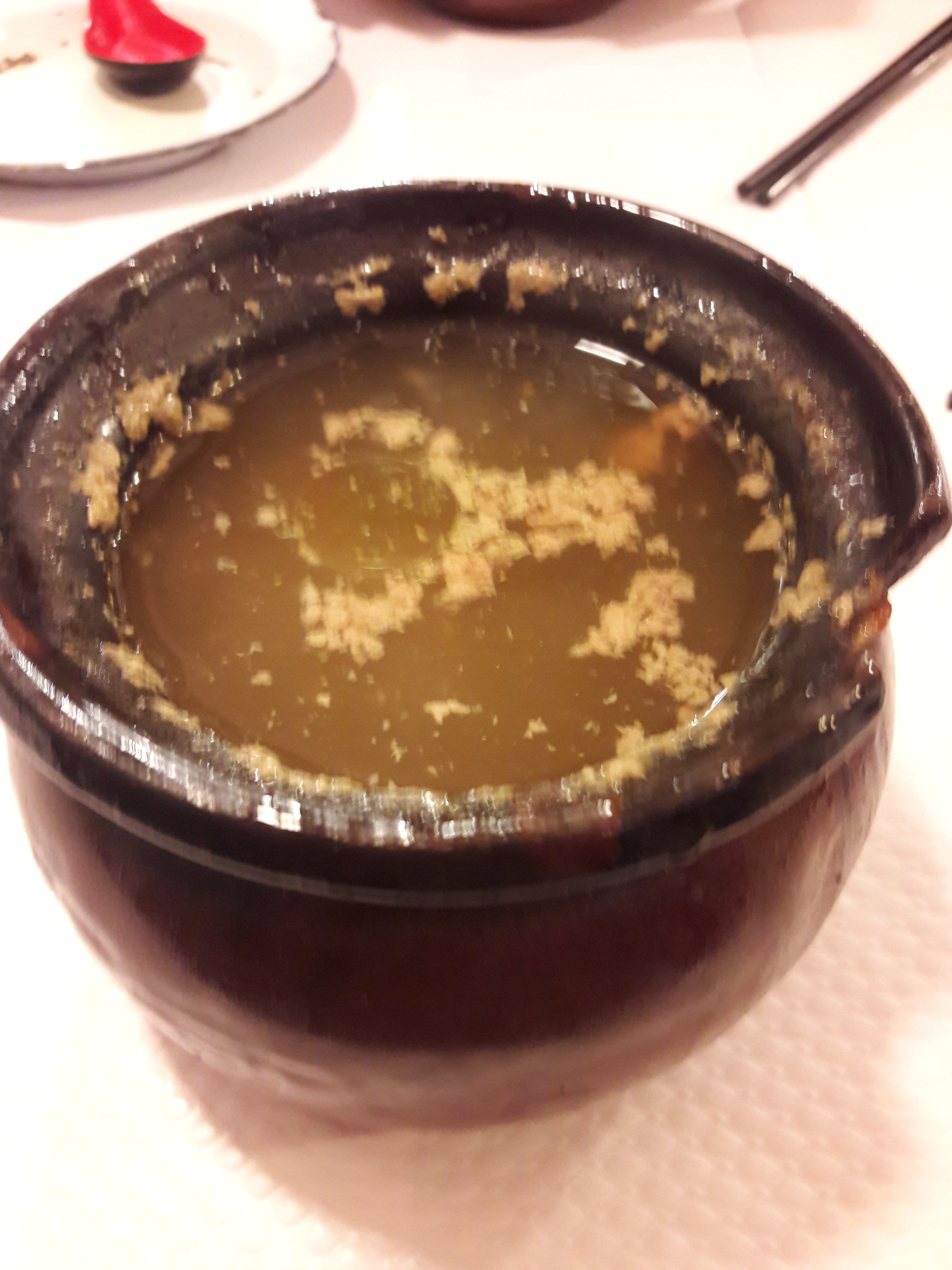
Bol en céramique contenant de la soupe de poule soie, sortie du wǎguàn.

- 莲藕莲子排骨汤
- 人参白果土鸡汤
- 牛蹄筋牛尾汤
- 鱼鳔甲鱼汤
- 百合鲫鱼汤
- 玉米排骨汤
- 党参乌鸡汤
- 鸡蛋肉饼汤
- 海带排骨汤
- 花生心肺汤
- 皮蛋肉饼汤
- 茶树菇肉饼汤
- 冰糖雪梨汤